# Klausner (jüdische Familie)
Klausner ist  eine jüdische Familie. Zu ihr gehörten und gehören zahlreiche Rabbiner und weitere Persönlichkeiten in Mitteleuropa, England, Südamerika, den USA und Israel.

## Geschichte
Der älteste bekannte Vertreter dieser Familie war der Rabbiner Secharja Mendel in Posen in Großpolen um 1550. Viele seiner Nachkommen wurden ebenfalls Rabbiner.
Der Name entwickelte sich aus Kalischiner über Kloisner zu Klausner (hebräisch immer KLSNR). Danach gab es weitere Familienzweige in Breslau, England und wahrscheinlich in Litauen. Diese hatten verschiedene Familiennamen.
Zu den bekanntesten Familienangehörigen im 19. und frühen 20. Jahrhundert gehörten der Gelehrte Joseph Klausner, der Mitbegründer der Schuhgeschäfts Leiser Julius Klausner, die erste vollständig in Deutschland ausgebildete Medizinerin Irma Klausner-Cronheim  und die erste Arbeitsrichterin in Deutschland Edith Klausner.
Im 20. Jahrhundert emigrierten einige Familien nach Argentinien, in die USA und nach Palästina. Der Literaturnobelpreisträger Amos Oz stammte wahrscheinlich ebenfalls aus dieser Familie.

## Älteste bekannte Familienmitglieder
- Secharja (Zecharya) Mendel, Rabbiner und Mitglied im  rabbinischen Gerichtshof (Beit Din) in Posen um 1560[1].
  - Benjamin Beinish Mendel (gest. 1626), Rabbiner und Mitglied im rabbinischen Gerichtshof in Posen, heiratete Sara (Sarka) Hirsch
    - Secharja (Zecharya) Mendel Kloisner (Kaluschiner) (gest. 1672 in Jerusalem), Rabbiner und Mitglied im rabbinischen Gerichtshof (ABD) in Krakau, heiratete Sirke und Yuta, Tochter von Rabbi Chaim Loew
      - Zwi Hirsch Klausner (gest. 1691), Rabbiner, ABD in Lemberg/Lwów und Lublin
      - Jakob (Jaakow), Rabbiner, ABD (Skole)
      - David Tebele Kloisner, Rabbiner
      - Arye Leib Fishles Kloisner/Kalushiner der Hoycher (1620–1671), Rabbiner, ABD in Krakau

    - Sara Benas (* 1590), heiratete Rabbiner Mosche Katzenellenbogen, ABD, in Chełm, hatte 12 Kinder, darunter mehrere Rabbiner

## Jüngere Posener Linie
In der preußischen Provinz Posen (bis 1772 Großpolen) lebten Nachkommen des ältesten Zweigs der Familie.
- Seew (Zeev) Wolf Klausner (1761–1861), geboren in Rawicz, Rabbiner in Oborniki und Exin (Kcynia), dort Leiter einer bedeutenden Jeschiwa[2][3]
  - Zwi Hirsch Klausner (1802–1887), Rabbiner in Exin (Kcynia), lehrte an der Jeschiwa
  - Mordechai Itzig Klausner
  - Jacob Klausner
  - Bernhard Wolf (Isochar Beril) Klausner (1810–1889), Rabbiner in Kobylin und Halle a.d. Saale
    - Ulrike Rosenfeld (1836–1920), Schriftstellerin, heiratete den Rabbiner Dr. Rosenfeld
    - Max Albert Klausner (1848–1910), Publizist, Mitbegründer der jüdischen Wochenzeitschrift Ost und West, initiierte den jüdischen Religionsunterricht an öffentlichen Schulen in Preußen[4]
      - Irma Klausner (1874–1959), erste Medizinerin, die nur in Deutschland studierte
      - Gertrud Klausner (1877–1939), Studienrätin und Landtagsabgeordnete in Preußen
      - Edith Klausner (1879–1941), erste Arbeitsrichterin in Deutschland 1929

    - Clara Steinitz (1852–1931), Schriftstellerin

## Kleinpolnische Linie
Der Rabbi Secharja (Zecharya) Mendel Kloisner (gest. 1676) in Krakau war der älteste bekannte Vertreter der Familie in Kleinpolen (später Galizien). Er hatte zahlreiche Nachkommen
- Elias Klausner[5], heiratete Rivka
  - Jakob Klausner (* 1841 in Bochnia) heiratete Mirjam (Marjem) Ettinger. Sie hatten sieben Kinder, darunter
    - Julius Klausner (1874–1950), Schuhhändler, Begründer des Schuhhauses Leiser
      - Margot Klausner, Filmproduzentin in Israel

    - Otto (Nathan) Klausner (1880–1931), Schuhhändler in  Berlin und Mitteldeutschland (Bottina)[6]

## Litauische Familie
Im Gebiet um Wilna und Troki in Litauen, damals im Russischen Reich, lebten jüdische Familien Klausner bis in das frühe 20. Jahrhundert. Der älteste bekannte Vertreter war Rabbi Kaddish Olpukh in Troki um 1820. Eine verwandtschaftliche Beziehung zu den großpolnischen und kleinpolnischen Familien Klausner wird behauptet, ist aber bisher genealogisch nicht feststellbar. Der berühmteste Nachkomme ist der israelische Literaturnobelpreisträger Amos Oz (Klausner).
- Joseph Klausner  (1874–1958), Gelehrter
- Alexander Klausner (1881–1977), Bruder, heiratete Schlomit Levin (1873–1957), in Odessa, sie flüchteten 1917 nach Vilnius und 1933 nach Palästina[7]
  - Jehuda Arie Klausner (1910–1970) heiratete Fania Rivka Feiga Mußman (1913– 1952)
    - Amos Klausner, nannte sich Amos Oz, wurde Schriftsteller und Nobelpreisträger
    - David Klausner, Bruder von Amos Klausner, verheiratet mit Laura Janner-Klausner, ehemalige liberale Oberrabbinerin in Großbritannien